# Серебряники (посёлок)
Серебряники — посёлок в Вышневолоцком городском округе Тверской области.

## География
Находится в центральной части Тверской области на расстоянии приблизительно 17 км по прямой на север от вокзала железнодорожной станции Вышний Волочёк на правом берегу реки Мста.

## История
В советские времена здесь был построен дом отдыха. В середине 1990-х годов на его базе был открыт центр временного размещения иммигрантов, тогда в нём проживали беженцы из Чеченской республики. Как и во многих других местах размещения этих людей, после их проживания остались только коробки разграбленных зданий. До 2019 года входил в состав ныне упразднённого Садового сельского поселения Вышневолоцкого муниципального района.

## Население
Численность населения составляла 362 человека (русские 48 %, чеченцы 44 %) в 2002 году, 106 в 2010.